# Шен Ко
Шен Ко или Шен Куа (кин: 沈括; Хангџоу, 1031 — Нанкинг?, 1095)  био је кинески полихистор и државник активан током Сонг династије (960–1279).
Изврсност је показао на многим научним пољима и државништву. Био је математичар, астроном, метеоролог, геолог, зоолог, ботаничар, фармаколог, агроном, археолог, етнограф, картограф, енциклопедиста, генерал, дипломата, хидрауличар, проналазач, академик, министар финансија, државни инспектор, песник, и музичар. Био је управник бироа за астрономију, и помоћник министра здравства.
Већи део Шен Куовог писаног дела је вероватно очишћен под вођством министра Цај Џинга (1046–1126), који је настојао да уништи или радикално промени писана дела својих претходника и посебно конзервативних непријатеља. На пример, остало је само шест Шенових књига, од чега су четири значајно измењене од времена када их је аутор написао. Најбољи покушај објављивања Шеновог дела био је додатак који је написао Ху Даојинг у делу Brush Talks,, написаном 1956.
Џозеф Нидам је писао да је Шен Куо био „један од највећих научних умова у кинеској историји“. Француски синолог Жак Жерне је мишљења да је Шен поседовао „невероватно модеран ум“. Нејтан Сивин га је упоредио са полихисторима као што је његов савременик из Кине из династије Сонг Су Сунг, као и са Готфридом Вилхелмом Лајбницом и Михаилом Ломоносовим.

## Дело
Опширно је писао о широком спектру различитих тема. Његов писана дела обухватају два географска атласа, расправу о музици са математичким аликвотним тоновима, радова на теме државне администрације, математичке астрономије, астрономске инструменте, борилачке одбрамбене тактике и утврђења, сликарство, чај, медицину и много поезије.
У свом делу енгл. Dream Pool Essays (кин: 夢溪筆談) из 1088. године, описао је магнетни компас, који ће се користити за навигацију.
Шен је открио концепт правог севера у смислу појаве магнетне деклинације везано за Северни пол, експериментишући са магнетном иглом и побољшаним меридијаном утврђеним Коовим астрономским мерењем растојања поларне звезде и правог севера. То је био одлучујући корак у људској историји који је компасе учинио кориснијим у навигацији, а који у Европи није био разјашњен наредних 400 година.
У области математике, Шен Ко је савладао многе практичне математичке проблеме, укључујући многе сложене формуле за геометрију, паковање кругова, и проблеме са тетивама и луковима користећи тригонометрију. Рестиво пише да је Шенов рад на дужинама кругова пружио основу за сферну тригонометрију коју је у 13. веку развио Гуо Шоуџинг (1231–1316).
Заједно са колегом Веи Пуом, Шен је планирао картирање орбиталних путања Месеца и планета током петогодишњег пројекта који је укључивао свакодневна осматрања, што није урађено услед противљења политичких супарника. Као главни званичник Бироа за астрономију, Шен Куо је био страствени проучавалац средњовековне астрономије и побољшао је дизајн неколико астрономских инструмената. Шен је заслужан за израду побољшаног дизајна гномона, армиларне сфере и воденог часовника.
Шен је опширно писао о ономе што је научио док је радио за државну благајну, укључујући математичке проблеме које представља израчунавање пореза на земљиште, процене захтева, питања валуте, метрологију и тако даље. Он је једном израчунао количину терена потребног за борбене формације у војној стратегији, а такође је израчунао најдужу могућу војну кампању с обзиром на ограничења људских носилаца који би носили своју храну и храну за друге војнике. Шен је писао о ранијем Ји Ксингу (672–717), будистичком монаху који је применио рани механизам за бекство на небески глобус који је покретан водом.
Вршио је експерименте са огледалом, рефлексијом и камером опскуром. Уз први опус значаја фокусних тачака у вези са осталим елементима, он је такође приметио да је слика у сферном огледалу обрнута. Шен, који никада није тврдио да је био први који је експериментисао са камером опскуром. Кинески аутори од 12. до 17. века расправљали би о оптичким запажањима које је извео Шен Ко, али их нису даље унапређивали, док ће Леонардо да Винчи (1452–1519) бити први у Европи који је направио слично запажање о фокусној тачки у камери опскури.
Многи Шен Коови савременици били су заинтересовани за антиквитете и прикупљања старих уметничких дела. Такође су били заинтересовани за археолошка истраживања, иако из прилично другачијих разлога од разлога зашто се Шен Куо интересовао за археологију. Док су Шенови образовани конфучијански савременици били заинтересовани за набавку древних реликвија и антиквитета како би их употребили у ритуалима, Шена је више занимало како су предмети из археолошких налаза првобитно направљени и каква би њихова функционалност била, на основу емпиријских доказа . Шен Куо је критиковао суграђана који су реконструисали древне ритуалне предмете користећи само своју машту, а не на основу опипљивих доказе проистеклих из археолошких ископина или налаза. Он је такође презирао представу других да су ови предмети били производи „мудраца“ или аристократске класе антике, с правом приписујући креацију и производњу предмета обичним радним људима и занатлијама претходних епоха. Један аутор пише да је Шен Куо „заговарао употребу интердисциплинарног приступа археологији и сам практиковао такав приступ кроз рад у металургији, оптици и геометрији у проучавању древних мера“.
Шен Ко је формулисао хипотезу о процесу формирања земљишта (геоморфологија) на основу неколико запажања. Посматрао је фосилне шкољке у геолошком слоју планине стотинама миља од океана. Он је закључио да је земља преобликована и формирана ерозијом планина, издизањем и таложењем муља, након што је посматрао чудне природне ерозије планина Таиханг и планине Јанданг у близини Венџоуа. Он је претпоставио да је плављење муља земља континента морала да се формира током огромног временског периода. Током посете планинама Таиханг 1074. године, Шен Куо је приметио слојеве шкољки и овалних стена у хоризонталном распону кроз литицу попут великог појаса. Шен је предложио да је литица некада била локација древне морске обале која се до његовог времена померила стотинама миља на исток. Шен је написао да је у периоду владавине Жипинга (1064–1067) један човек из Зеџоуа у својој башти ископао предмет који је личио на змију или змаја, и након што га је испитао, закључио је да се мртва животиња очигледно претворила у „камен“. Шен Куо је ово упоредио са каменим раковима пронађеним у Кини  Шен је такође теоретисао и писао да пошто су окамењени бамбуси пронађени под земљом у климатском подручју где се никада нису узгајали, да се клима тамо морала географски променити током времена. Око 1080. године, Шен Куо је приметио да је клизиште на обали велике реке у близини Јанџоуа (модерни Јанан) открило отворени простор неколико десетина стопа испод земље након што се обала срушила. Овај подземни простор садржао је стотине окамењених бамбуса још увек нетакнутих са корењем и стаблима, „сви претворени у камен” како је писао. Шен Ко је приметио да бамбус не расте у тој области и био је збуњен током власти које претходне династије је бамбус могао да расте. Узимајући у обзир да влажна и тмурна ниска места пружају погодне услове за раст бамбуса, Шен је закључио да је клима Јанџоуа морала бити слична томе у у давна времена. Иако је ово заинтригирало многе научнике и читаоце, проучавање палеоклиматологије у средњовековној Кини није се развило у развијену дисциплину. Филозоф из династије Сонг Си Џу (1130–1200) писао је и о овом необичном природном феномену фосила. Познато је да је читао дела Шен Коа. Шенов опис ерозије тла и временских утицаја претходио је ономе што је писао Георгиј Агрикола у књизи из 1546. године, De veteribus et novis metallis. Штавише, Шенова теорија седиментног таложења претходила је оној Џејмса Хатона, чији је револуционарни рад објављен 1802. (сматра се темељом модерне геологије).
Ране спекулације и хипотезе које се односе на оно што је сада познато као метеорологија имале су дугу традицију у Кини пре Шен Куа. На пример, научник из династије Хан Ванг Чонг (27–97) тачно је описао процес циклуса воде. Међутим, Шен је изнео нека запажања која нису пронађена нигде другде у кинеској литератури. На пример, он је био први у источној Азији који је описао торнада, за које се сматрало да постоје само на западној хемисфери све до њиховог посматрања у Кини током прве деценије 20. века. Шен је дао образложење (раније које је предложио Сун Сиконг, 1015–1076) да се дуге формирају сенком сунца на киши, која се јавља када је сунце обасја. Пол Донг пише да је Шеново објашњење дуге као феномена атмосферске рефракције „у основи у складу са савременим научним принципима“. У Европи је Роџер Бејкон (1214–1294) први дао сродну теорију о настанку дуге.
Шен Куо је описао феномене природних инсеката предатора који контролишу бројност штеточина, које су имале потенцијал да изазову пустош у пољопривреди Кине.
Шен је такође писао о напретку у металургији. Шен је био забринут због крчења шума због потреба индустрије производње гвожђа и производње мастила, па је за производњу мастиал предложио нафту као алтернативу, за коју је веровао да се „постоји неисцрпно унутар земља“. Он је користио чађ из дима изгорелог нафтног горива да измисли нову, квалитетнију врсту мастила за писање; фармаколог из династије Минг Ли Шижен (1518–1593) написао је да је Шеново мастило „сјајно попут лака и супериорније од оног направљеног од боровог дрвета“.
Као ликовни критичар, Шен је критиковао слике Ли Ченга (919–967) због непоштовања принципа гледања малог из угла великог у приказу зграда и слично. Похвалио је дела Донг Јуана (око 934–око 962); приметио је да иако би поглед изблиза на Донгово дело створио утисак да су његове технике кистом површне, гледано издалека, његови пејзажисуи остављале утисак величанствених, сјајних и реалистичних пејзажа. Поред тога, Шеново писање о Донговим уметничким делима представља најранију познату референцу на стил сликарства Јиангнан. У својој „Песми о сликарству“ и у својим Есејима о базену из снова, Шен је похвалио креативна уметничка дела сликара Танга Ванг Веја (701–761); Шен је приметио да је Ванг био јединствен по томе што је „продро у мистериозни разлог и дубину креативног ставаралаштва“, али су га други критиковали због неприлагођености мотива слика стварности, као што је на пример слика на којој је приакзано дрвео банане које расте у снежном, зимском пејзажу.